# دی‌ام‌جی‌تی
دی‌ام‌جی‌تی (انگلیسی: Daily Mail and General Trust) شرکت خوشه‌ای بریتانیایی است، که در سال ۱۹۲۲ تأسیس شد.